# Marimekko

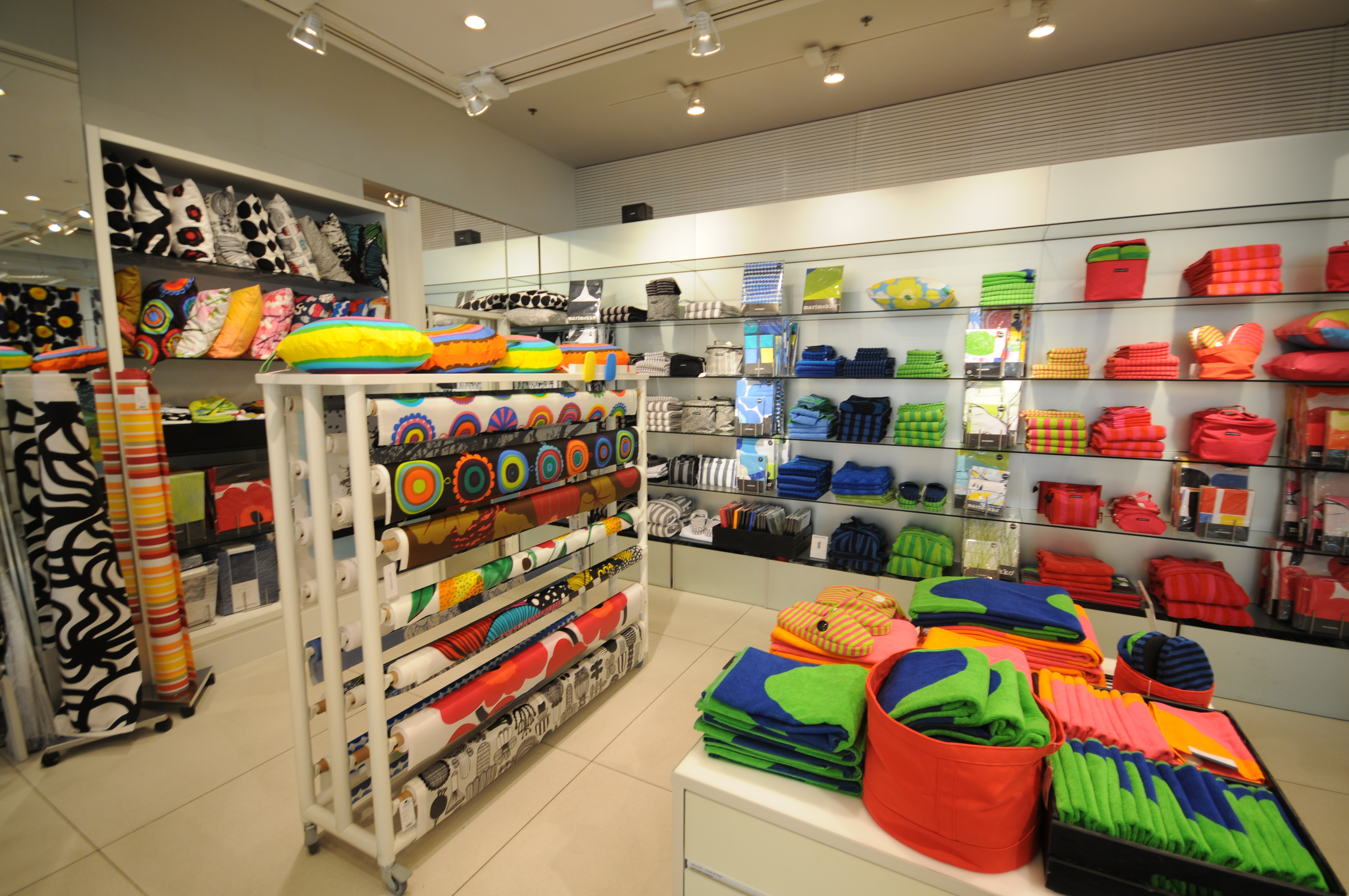
Marimekko-Verkaufsstelle in Kamppi, Helsinki

Marimekko ist der Name einer finnischen börsennotierten Firma, die Bekleidung und Haushaltswaren aus eigenem Design vor allem in firmeneigenen Läden vertreibt. 

## Geschichte
Die Firma Marimekko wurde 1951 von Armi und Viljo Ratia gegründet. Maßgeblich geprägt wurde die Firma von der Designerin Maija Isola, die vier Jahrzehnte bei Marimekko arbeitete.
Der Umsatz betrug 2009 72,5 Mio. Euro. 2015 erreichten die Verkäufe der Marke weltweit 186 Mio. €, die Netto-Verkäufe der Firma selbst 96 Mio. €. Am 16. Juni 2016 wurde eine Nachhaltigkeitsstrategie veröffentlicht, die bis 2020 reicht und nachfolgende 5 Festlegungen enthält. Angestrebt wird, den CO2-Ausstoß der Produktion zu halbieren.
- Design von zeitlosen, haltbaren, funktionellen Produkten
- Inspiration und Engagement von Kunden und Mitarbeitern
- Fördern verantwortungsvoller Praxis in der Lieferkette
- Ressourceneffizienz und Umweltschutz
- Angebot inspirierender und verantwortungsbewusster Arbeitsplätze[1]

Die Läden zeichnen sich in ihrer Einrichtung durch ein schlichtes Design aus.
Besonderes Merkmal von Marimekko ist das zwar von Jahr zu Jahr wechselnde, jedoch immer auf den gleichen Grundprinzipien basierende Design: T-Shirts (die es immer auch in langärmeliger Version gibt) sind typischerweise zweifarbig quer gestreift und die Unisex-Hemden sind zweifarbig längs gestreift. Es gibt pro Jahr nur wenige Farbkombinationen. Oftmals sind großflächige Blumenmotive, die aber schlichte Farbkombinationen beinhalten, typisches Jahresdesign.
Auch in allen weiteren Bereichen fällt das Design von Marimekko durch Schlichtheit auf.
Besonders bekannt wurde das Design von Marimekko in den 1960er- und 70er-Jahren.

## Ausstellungen
- 2014: marimekko. design for a happy life, Kunsthal Rotterdam.[2]